# 高雄85ビル
高雄85ビル（85スカイタワー、中文表記: 高雄85大樓、英文表記: 85 Sky Tower）は、台湾高雄市苓雅区にある地上85階地下5階の超高層ビル。

## 概要
1994年着工1996年竣工、1997年に開業した。高さは地上347m。アンテナを含めると378mで高雄市で最も高い建造物である。台北市の台北101が完成するまで台湾で最も高かった。現在は台湾で2位。世界では21番目。
オフィスフロアを中心に、住宅フロア・商業フロア・ホテルフロアがあり、37 - 85階には5つ星ホテルの君鴻國際酒店(85 Sky Tower Hotel)が入居していた。74階の展望スペース（休業中）からは高雄市内を360度見渡せることができた。以前は地下1 - 7階に大丸が出店していたが、現在は撤退している。また、多くのフロアが空きフロアとなっており、展望階へのエレベーターも使用できないため、展望フロアへ行くことができない。
近年、ビル内の治安が急激に悪化していることから、高雄市政府警察局はビル内に派出所を設置し24時間巡回警備を行なっている。

## ギャラリー

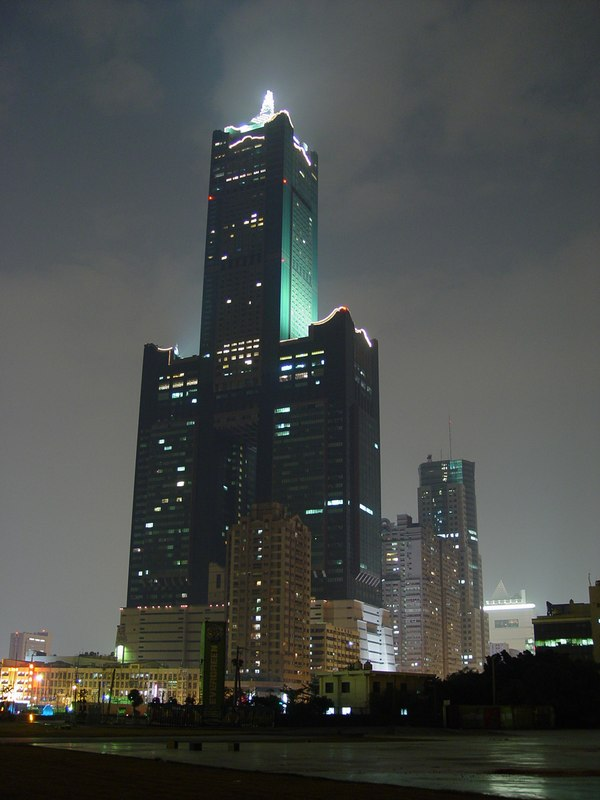
高雄85 (夜景)
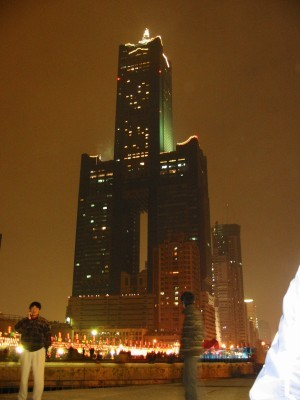
高雄85 (小正月)
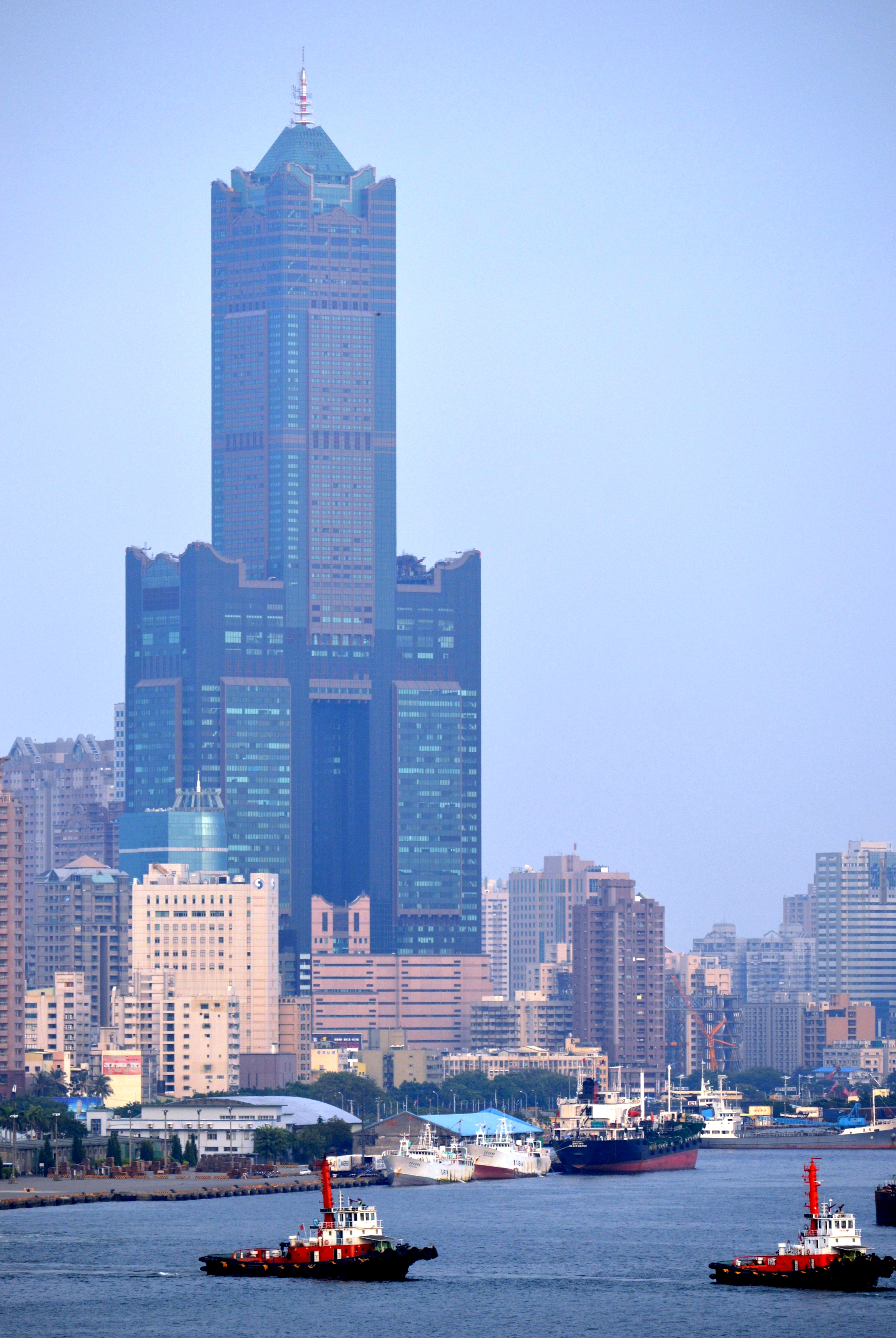
対岸から望む高雄85
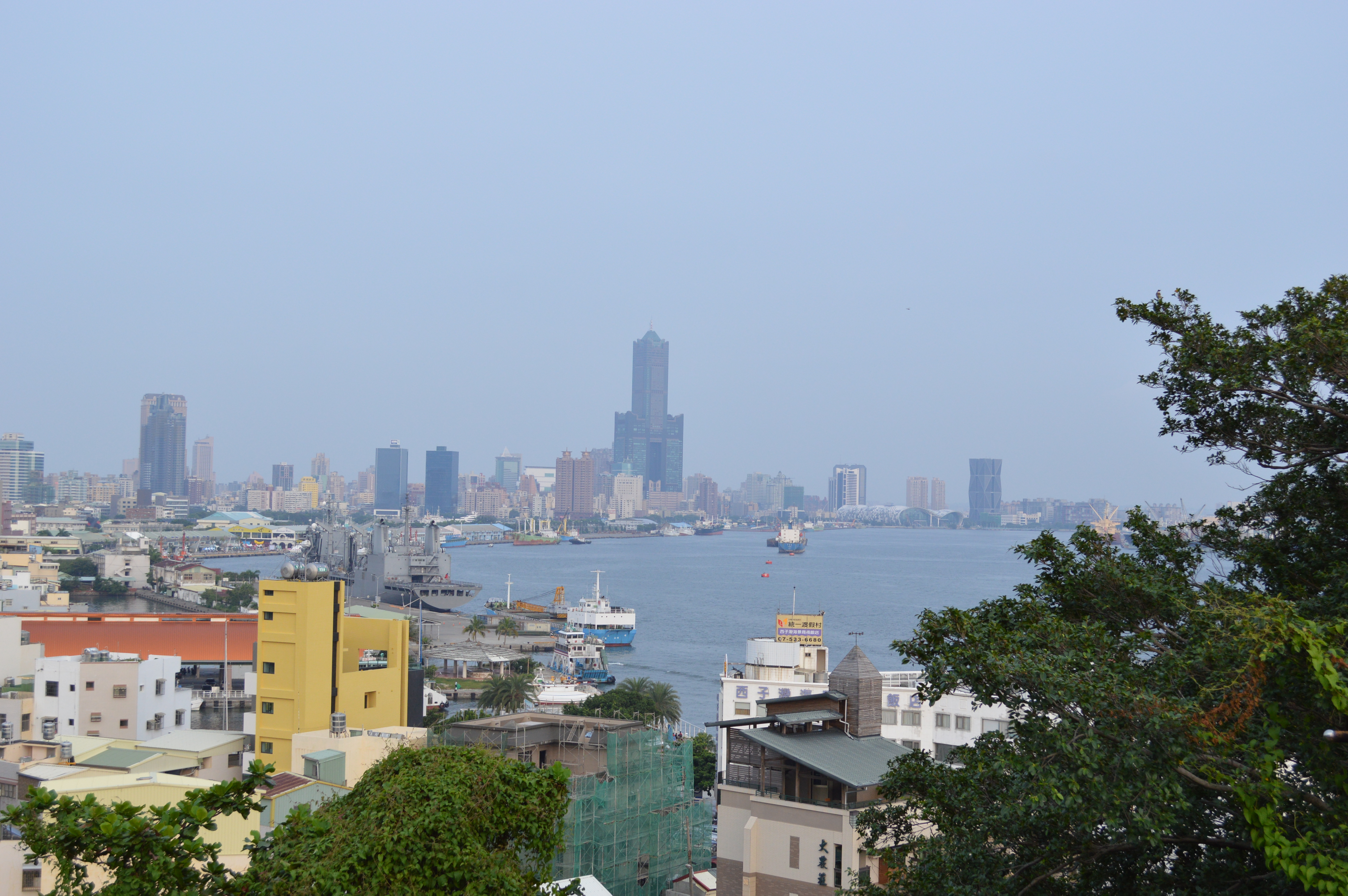
対岸の旧イギリス領事館から望む高雄85
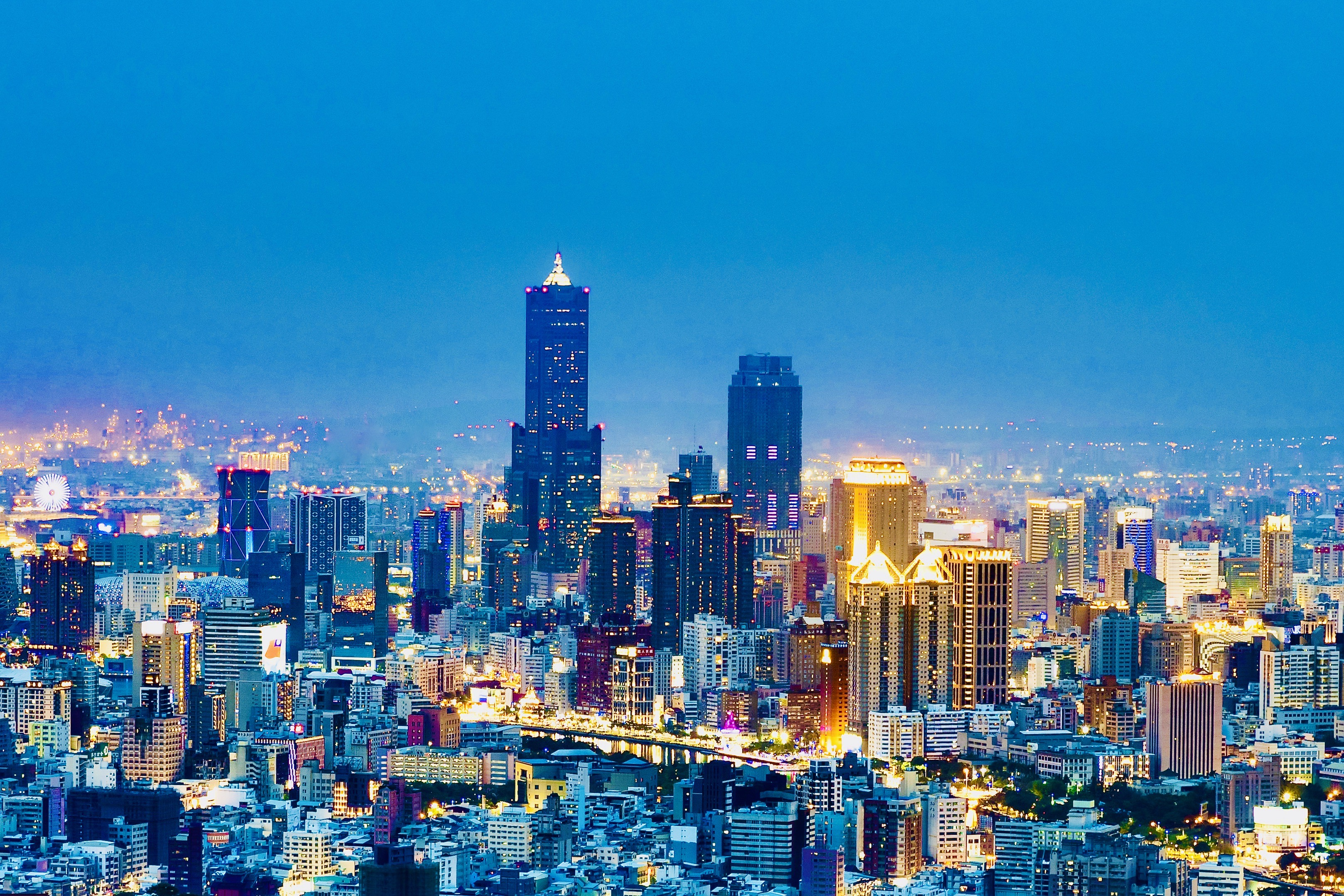
高雄夜景
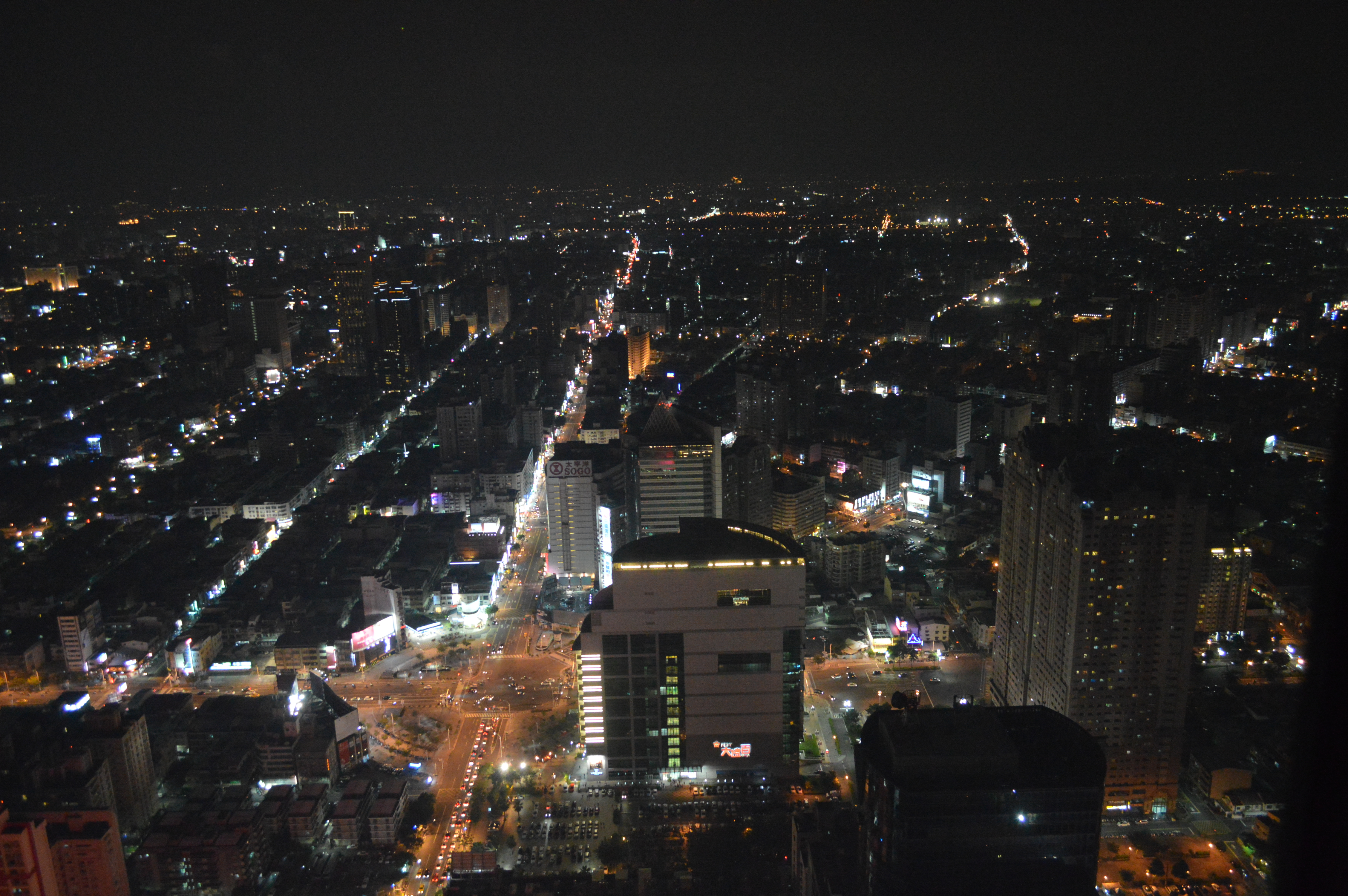
高雄85から見下ろす夜景 (中央左寄りに太平洋SOGO高雄店が見える)

## アクセス
- 高雄メトロ 紅線
  - 三多商圏駅 徒歩10分。
- 高雄メトロ 環状軽軌
  - 高雄展覧館駅徒歩5分。
- 高雄市公車
  - 東南客運 紅18路(一心幹線）：「八五大樓」下車すぐ
  - 統聯客運 紅21/紅21区：「圖書總館」下車
  - 港都客運 214路：「圖書總館」下車